# Amore (racconti)
Amore è una raccolta di racconti dello scrittore giapponese Inoue Yasushi.
Esso è composto di tre racconti collegati fra loro, per rimanere nell'ambito dell'amore giapponese, da un filo rosso. Infatti ciò che li accomuna sono i differenti tipi d'amore: l'amore perduto e fragile, l'amore semplice e l'amore della vita. Altro segno distintivo dei racconti sono le analessi, rimembranze dei protagonisti.
I tre racconti sono stati scritti tra il 1950 e il 1951 e poi raccolti e pubblicati nel 1959. Il libro è stato proposto dalla Adelphi nel 2006, dopo Il fucile da caccia del 1949 e pubblicato in Italia nel 2004.
I titoli dei tre racconti, come proposti nel libro, sono:
- Giardino di rocce (Sekitei), 26 pagine
- Anniversario di matrimonio (Kekkon kinenbi), 28 pagine
- La morte, l'amore, le onde (Shi to koi to nami to), 52 pagine

## Trama

### Giardino di rocce
Uomi Jirō, sposato con Mitsuko, decide di andare a Kyoto per il loro viaggio di nozze, poiché lì aveva trascorso molto tempo, dal liceo all'università; quindi, conosceva bene il posto e così avrebbe potuto portare Mitsuko nei posti migliori. Arrivati a Kyoto, decidono di andare a visitare il giardino delle rocce del Ryōanji. Però, là, Uomi viene oppresso dai ricordi di quando frequentava la scuola. Infatti, in questo luogo, aveva litigato con il suo migliore amico (Totsuka Daisuke) e aveva lasciato la sua ragazza (Rumi), causa del conflitto tra i due amici. E questo ricordo lo affligge a tal punto da non sentire la giovane sposa che gli parla. Quando escono dal giardino, torna felice come prima, ma è Mitsuko che si è intristita a causa del marito, tanto da voler tornare in albergo. Giunti in albergo, Uomi vuole andare a fare una visita al suo vecchio maestro, ma Mitsuko, sentendosi male, si rifiuta di uscire. Al ritorno di Uomi, Mitsuko non c'è più, ma ha lasciato un biglietto. Su di esso c'è scritto che quel giorno si era accorta che la strada che avrebbe percorso con il suo sposo sarebbe stata la più facile e che aveva capito che avrebbe dovuto vivere a modo suo, anche se non sarebbe stato semplice. La lettera si chiude dicendo:

### Anniversario di matrimonio
A Karaki Shunkichi era morta la moglie Kanako. Due anni prima aveva vinto diecimila yen e decisero di spendere la metà della somma di denaro (perché erano estremamente parsimoniosi a causa della loro povertà) per andare in luna di miele per una notte a Hakone. Là, per arrivare all'albergo decisero di percorrere due strade differenti, in quanto ognuno pensava che la propria fosse la più breve e avendo vinto che si sarebbero riuniti ad un bivio. Così si separarono, ma quando Kanako arrivò, non trovò Shunkichi, che aspettò per diverso tempo. Dopo una certa agitazione e aver percorso la strada a ritroso, si rincontrarono al punto di partenza e, alla fine decisero di tornare a casa, di comune accordo. Felici di essere a casa e sentendosi molto stanchi, decisero di andare a letto. Lì, Shunkichi, poté scaldare il corpo gelido di Kanako.

### La morte, l'amore, le onde
Sugi Sennosuke decise di pernottare in un hotel, che si affacciava su una ripida scogliera, per tre giorni, durante i quali avrebbe finito di leggere Viaggio in Oriente di Willem van Ruysbroeck e al termine di questo si sarebbe suicidato, gettandosi dal dirupo. Presa la stanza, dovette compilare un modulo:
| Cognome e nome | Età     | Professione                                  | Durata del soggiorno | Indirizzo                        | Scopo del viaggio |
| -------------- | ------- | -------------------------------------------- | -------------------- | -------------------------------- | ----------------- |
| Sugi Sennosuke | 37 anni | Presidente della "Sugi", Società commerciale | 3 giorni             | Ōmori san'ō, Shinagawa-ku, Tōkyō | ..........        |

Riguardo all'ultima voce, domandò al ragazzo che gli aveva posto il modulo se era necessario riempirla, poiché nel caso fosse stato d'uopo avrebbe dovuto scrivere "suicidio". Il ragazzo ne rimase stupito, poiché - spiegò - l'unico altro soggiornante dell'albergo gli aveva posto la stessa domanda. Così mostrò il modulo dell'altro soggiornante a Sugi, che lesse, nello spazio adibito alla risposta, la parola "MORS". Il ragazzo non sapeva il suo significato, ma Sugi sapeva esattamente che era la parola latina che significava "morte". 
Essendo gli unici due ospiti dell'albergo, fu proposto loro di cenare insieme e nessuno dei due rifiutò. Così conobbe Nami Tsujimura, una bellissima ragazza di 23 anni. Ad un certo punto vennero entrambi a conoscenza della loro intenzione di uccidersi. Nami tentò di togliersi la vita, ma non ci riuscì e Sugi provò tenerezza verso la ragazza, che rese allegra, comprandole ciò che desiderava. Per ricambiare il favore, Nami andò a letto con Sugi, poiché era l'unica cosa che desiderava fare prima di morire. Egli, quando finì il libro, andò a uccidersi, ma lì trovò Nami. Sugi ormai, probabilmente innamorato di lei, decise di "tentare a vivere".

## Edizioni
- Inoue Yasushi, Amore, traduzione di Giorgio Amitrano, collana Piccola Biblioteca Adelphi, Adelphi, 2006,  p. 117, ISBN 88-459-2115-8.